# 華族令
華族令（日语：／ Kazoku-rei）是大日本帝國的一個法令。1884年（明治17年），以制度取調局局長伊藤博文為中心制定並頒佈。

## 概要
1884年7月7日，日本宮內省發佈明治40年皇室令第2號，將日本的華族分為公爵、侯爵、伯爵、子爵、男爵五個爵位，公家按照家格授爵，藩主、諸侯等則以石高數授予爵位。此外，對國家有功勳之人也會授予爵位，稱為新華族。
在華族令頒佈之前，日本的華族分為終身華族和永世華族兩種；終身華族不世襲，永世華族允許代代相傳。華族令頒佈後廢除了終身華族。
1889年，明治政府頒佈貴族院令，規定30歲以上的公爵和侯爵自動成為貴族院議員，伯爵、子爵、男爵則通過互相選舉可以擔任議員。規定了華族的政治特權。
其他的特權包括，日本頒佈「華族世襲財產法」，創立國立銀行（即十五銀行，俗稱華族銀行），凡是華族的爵位繼承之時，都會通過其進行財產的特別保護和管理。此外，華族及其子弟婚姻的時候必須得到宮內大臣的許可。
1907年，日本頒佈皇室令，也有華族相關的一系列規定。
1947年，根據日本國憲法，華族等貴族制度被廢除，華族令也隨之被廢止。